# SPANXD
SPANXD (англ. SPANX family member D) – білок, який кодується однойменним геном, розташованим у людей на довгому плечі X-хромосоми. Довжина поліпептидного ланцюга білка становить 97 амінокислот, а молекулярна маса — 11 029.
| 10         |  | 20         |  | 30         |  | 40         |  | 50         |
| ---------- |  | ---------- |  | ---------- |  | ---------- |  | ---------- |
| MDKQSSAGGV |  | KRSVPCDSNE |  | ANEMMPETSS |  | GYSDPQPAPK |  | KLKTSESSTI |
| LVVRYRRNFK |  | RTSPEELVND |  | HARKNRINPL |  | QMEEEEFMEI |  | MVEIPAK    |

A: Аланін

C: Цистеїн

D: Аспарагінова кислота

E: Глутамінова кислота

F: Фенілаланін

G: Гліцин

H: Гістидин

I: Ізолейцин

K: Лізин

L: Лейцин

M: Метіонін

N: Аспарагін

P: Пролін

Q: Глутамін

R: Аргінін

S: Серин

T: Треонін

V: Валін

Локалізований у цитоплазмі, ядрі.